# Підлідна рівнина Шмідта
Підлідна рівнина Шмідта — велике зниження підлідної поверхні в Східній Антарктиді на південь від 70° південної широти, між горами Гамбурцева і Голіцина (на заході) і Східною рівниною (на сході).
Більшість території рівнини лежить нижче рівня моря і прихована під потужним льодовиковим покривом. Товщина льоду майже скрізь перевищує 3000 м, у центральній частині досягає 4000 м. Долину відкрила за допомогою сейсмозондування Радянська Антарктична експедиція у 1957—1959 роках. Положення рівнини та висоти поверхні уточнено під час походу австралійської експедиції від станції Уилкс до станції Восток у 1962 році. Рівнина дістала назву на честь радянського дослідника Арктики Отто Шмідта.